# Franz Grillparzer

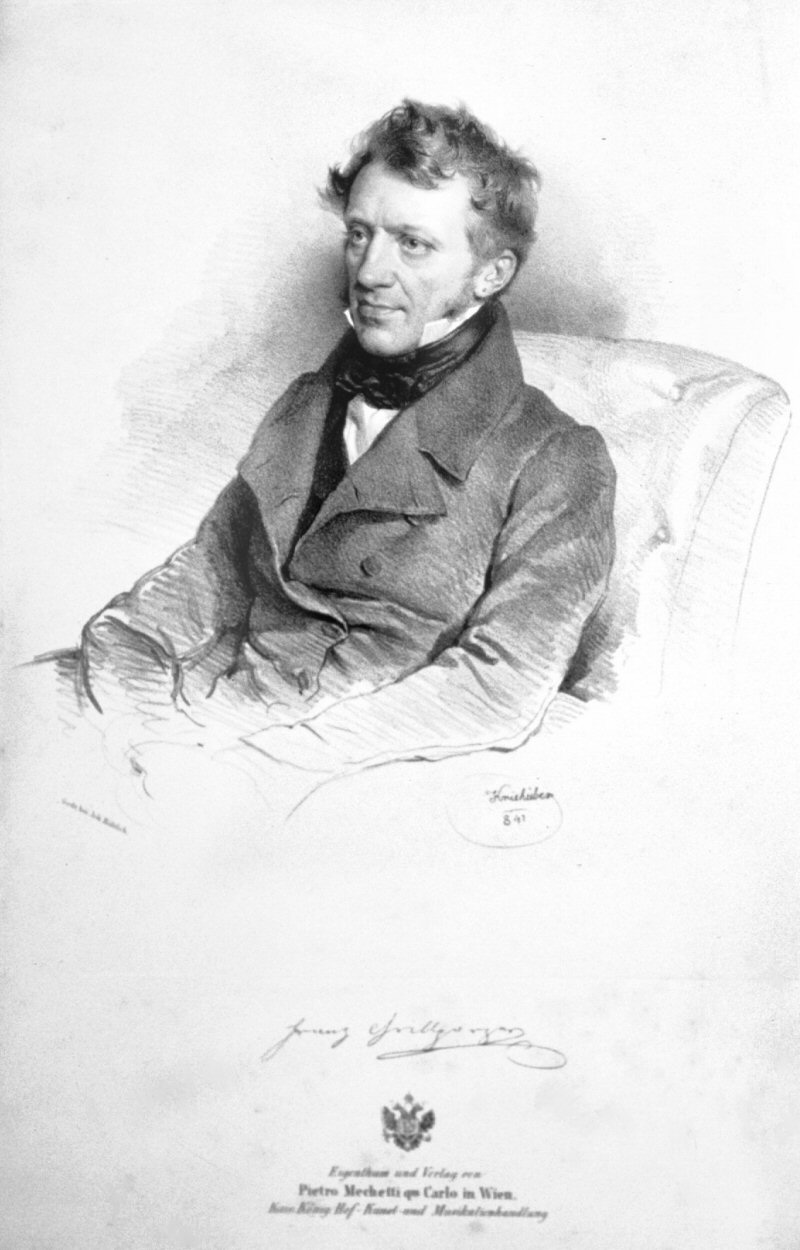
Franz Grillparzer, in 1841 door Josef Kriehuber geportretteerd

Franz Grillparzer (Wenen, 15 januari 1791 — aldaar, 21 januari 1872) was een Oostenrijks schrijver van vooral toneelstukken.

## Leven
Grillparzer werd in Wenen geboren als zoon van een advocaat. Hij bezocht op zijn tiende het gymnasium en leerde er klassieke talen, met de bedoeling rechten te gaan studeren, wat hij dan ook deed aan de Universiteit van Wenen, in 1807. Twee jaar later stierf zijn vader; Grillparzer beëindigde zijn studies in 1811, en nam diverse banen aan, onder meer als bibliothecaris en kamergeleerde. Hij raakte betrokken bij het keizerlijke hof, en zou uiteindelijk in 1818 voor vijf jaar als keizerlijke toneeldichter worden aangesteld. Desondanks kwam hij geregeld met de censuur in aanvaring. Grillparzers werk wordt tot de Biedermeier gerekend: ondanks de spanningen in zijn persoonlijke leven en zijn nerveuze karakter, ademt het werk een burgerlijke kalmte. Grillparzer is in zekere zin de toneel-evenknie van Adalbert Stifter. In 1818 werd hij tot directeur van het Burgtheater benoemd, na de successen van zijn toneelstukken Die Ahnfrau en Sappho.
Grillparzer staat als een neuroot bekend; hij was buitengewoon kritisch tegenover zijn eigen werk en twijfelde zwaar aan zichzelf. Toen zijn komedie Weh dem, der lügt in 1838 slecht onthaald werd, weigerde hij nog voor theater te publiceren, en op latere hernemingen van oude successen was hij consequent afwezig. Nadat in 1819 Grillparzers moeder zelfmoord had gepleegd en hij een ongelukkige liefde achter de rug had, maakte hij een reis naar Italië; er zouden nog reizen door Duitsland, Frankrijk, Engeland en Griekenland volgen. In Weimar ontmoette hij in 1826 Goethe, en in Dresden Tieck. In Parijs, in 1836, ontmoette hij Heine. Grillparzer is ongehuwd gebleven, ondanks zijn verloving met Kathi Frölich. Hij schreef in 1827 een necrologie voor Ludwig van Beethoven, voor wie hij het libretto Melusina had geschreven; de uiteindelijke toonzetting geschiedde echter door Konradin Kreutzer. In 1859 verkreeg hij een eredoctoraat van de universiteiten van Wenen en Leipzig, en in 1864 werd hij ereburger van Wenen. Toen hij in 1872 overleed, was hij een gerespecteerd en geliefd schrijver, en lid van de rijksraad. Hij had op verzoek een autobiografie geschreven.

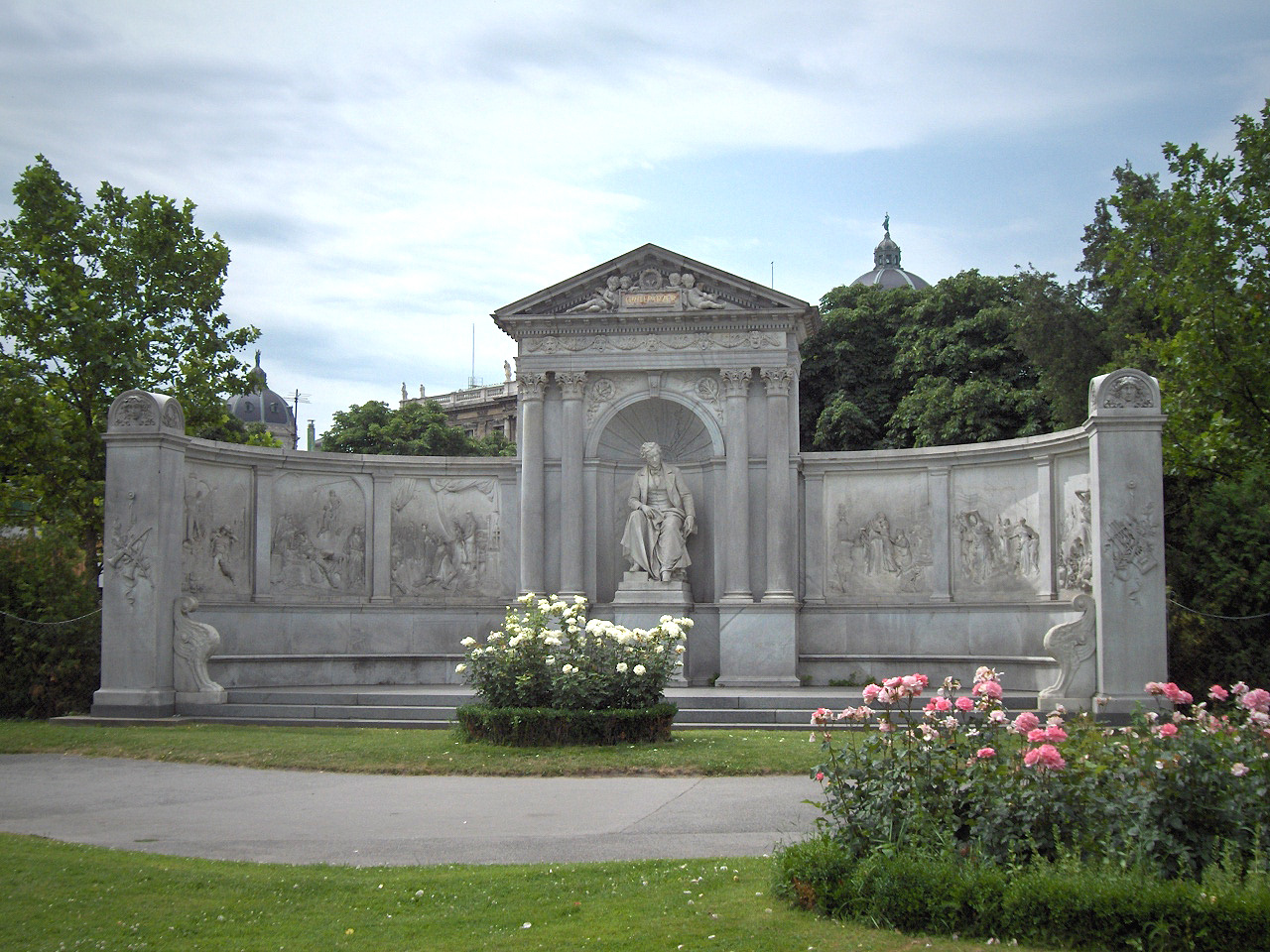
Monument in Volksgarten, Wenen

Het werk van Grillparzer wordt gekenmerkt door een tweestrijd tussen de vrijheid en de plichten die een mens te vervullen heeft; deze tegenstrijdigheid vindt men in zijn novelle Der arme Spielmann, maar eveneens in de tragedies König Ottokars Glück und Ende, over de compromittering van de macht (verwijzend naar Napoleon), en Ein treuer Diener seines Herrn, waarin hij de kant van de sterke, autocratische monarch kiest. Een leidmotief in Grillparzer is zijn aversie jegens dadendrang: de moreel handelende mens is iemand die zich in zijn lot schikt en erkent, onvermogend te zijn — men dient zijn positie in het leven te ondergaan. Dit aspect pleit ervoor, Grillparzer tot de Biedermeier te rekenen. Hij is evenwel een veelzijdig auteur; naast een sterke klemtoon op het sociaal-politieke in zijn historische stukken, besteedt hij eveneens aandacht aan de innerlijke strijd die in de mens heerst — de centrale vraag bij Grillparzer schijnt te zijn: hoe kan men een gelukkig mens zijn, zonder amoreel te worden? De dromerige stukken (Der Traum ein Leben, Des Meers und der Liebe Wellen) die Grillparzer in de nasleep van de Romantiek schreef, verraden iemand die nooit werkelijk tevreden is: enerzijds is hij eenzaam, anderzijds houdt hij streng vast aan de gevestigde waarden van orde in de wereld en een sterke monarchie. Dit maakt hem complexer dan de stijl op het eerste gezicht laat vermoeden.
Grillparzer geldt algemeen als een van de belangrijkste Oostenrijkse toneelschrijvers.

## Werken
- 1806: Die unglücklichen Liebhaber
- 1808: Die Schreibfeder
- 1808: Das Narrennest
- 1810: Blanka von Castiliën (opgevoerd 1958)
- 1811: Wer ist schuldig?
- 1816: Die Ahnfrau
- 1817: Sappho
- 1820: Das goldene Vließ (trilogie: Der Gastfreund, Die Argonauten, Medea)
- 1823: König Ottokars Glück und Ende
- 1823: Melusina (operalibretto)
- 1826: Der Zauberflöte zweiter Teil
- 1826: Ein treuer Diener seines Herrn
- 1827: Das Kloster bei Sendomir (proza)
- 1829: Des Meers und der Liebe Wellen
- 1830: Der Traum ein Leben (naar Calderón de la Barca)
- 1835: Tristia ex ponto (gedichtencyclus)
- 1837: Weh dem, der lügt
- 1840: Esther (onvoltooid)
- 1847: Libussa (opgevoerd 1874)
- 1848: Der arme Spielmann (proza)
- 1848: Ein Bruderzwist in Habsburg (opgevoerd 1872)
- 1851: Die Jüdin von Toledo (opgevoerd 1872)
- 1853: Selbstbiographie (autobiografisch proza)

- Bibsys: 90085102
- Biblioteca Nacional de Chile: 000507882
- Biblioteca Nacional de España: XX958818
- Bibliothèque nationale de France: cb12155340x (data)
- Catàleg d'autoritats de noms i títols de Catalunya: 981058519302606706
- CiNii: DA00460780
- Gemeinsame Normdatei: 118542192
- International Standard Name Identifier: 0000 0001 0870 3059
- Library of Congress Control Number: n79125107
- Nationale Bibliotheek van Letland: 000037497
- MusicBrainz: 5d0ae5e9-42cb-4e7b-84fc-4d63da57918c
- Bibliotheek van het Japanse parlement: 00441750
- Nationale Bibliotheek van Tsjechië: jn19990002895
- Nationale bibliotheek van Australië: 35151906
- Nationale Bibliotheek van Israël: 987007313157405171
- Nationale Bibliotheek van Polen: a0000001181887
- Nationale en Universitaire bibliotheek Zagreb: 000050778
- Nederlandse Thesaurus van Auteursnamen: 069034842
- Réseau des bibliothèques de Suisse occidentale: 02-A000074493
- RKD-Nederlands Instituut voor Kunstgeschiedenis: 460132
- Istituto Centrale per il Catalogo Unico: CFIV023673
- LIBRIS: 188696
- SNAC: w6pr87mm
- Système universitaire de documentation: 027324516
- Trove: 843428
- Virtual International Authority File: 12345937
- WorldCat: E39PBJtcCxqdmwFTFTHV9yGvHC